# Фердинанд Лудвиг фон Валдбург-Волфег
Фердинанд Лудвиг фон Валдбург-Волфег (на немски: Ferdinand Ludwig von Waldburg-Wolfegg; * 19 юли 1678; † 6 април 1735) е имперски наследствен „трушсес“, фрайхер и граф на Валдбург и Волфег.

## Произход
Той е единствен син на имперския наследствен „трушсес“ граф Максимилиан Франц Евзебиус фон Валдбург-Волфег (1641 – 1681) и съпругата му графиня и алтграфиня Мария Ернестина фон Залм-Райфершайд-Дик (1657 – 1723), дъщеря на граф и алтграф Ернст Салентин фон Залм-Райфершайд-Дик (1621 – 1684) и графиня Клара Магдалена фон Мандершайд (1636 – 1692). Сестра му Лудовика/Луиза фон Валдбург-Волфег (1679 – 1736) се омъжва на 12 октомври 1702 г. във Виена за Ернст Якоб фон Валдбург-Цайл (1673 – 1734).

## Фамилия
Фердинанд Лудвиг фон Валдбург-Волфег се жени на 14 февруари 1700 г. за фрайин Мария Анна Амалия Рената фон Шеленберг (* 31 октомври 1681; † 13 август 1754), дъщеря на фрайхер Франц Кристоф фон Шеленберг (1651 – 1708) и фрайин Мария Анна Рената фон Шеленберг († 1715), дъщеря на Йохан Якоб фон Шеленберг († 1692). Тя е наследничка на 1/2 Кислег, Рьотзее ен Вешхайм (Лотарингия). Те имат десет деца:
- Мария Анна Терезия Отилия Евсебия фон Валдбург-Волфег (* 13 декември 1700; † 10 юни 1755), манастирска дама в Хал ин Тирол
- Мария Терезия Йозефа Фелицитас Евсебия фон Валдбург-Волфег (* 21 май 1702; † 18 август 1755), омъжена I. на 25 май 1722 г. за импрески наследствен трушсес фрайхер Ханс Ернст II фон Валдбург, граф на Траухбург (* 21 март 1695; † 6 юни 1737), II. на 8 април 1742 г. за граф Йохан Йозеф Игнац фон Велшперг фон Примьор и Райтенау (* 1702; † 29 август 1760, Разен, Тирол)
- Мария Антония Франциска Евсебия Фелицитас фон Валдбург-Волфег (* 5 юни 1703; † 20 юни 1760), монахиня в Бухау
- Йозеф Франц Леодегар Антон Евзебиус фон Валдбург-Волфег (* 14 септември 1704; † 29 април 1774), наследствен „трушсес“, фрайхер на Валдбург, граф на Волфег и др. (1735 – 1774), във Фридберг (1772 – 1785), императорски кемерер, женен I. на 20 октомври 1735 г. за роднината си алтграфиня Анна Мария Луиза Шарлота фон Залм-Райфершайт (* 25 май 1712; † 10 ноември 1760), дъщеря на граф и алтграф Франц Ернст фон Залм-Райфершайт (1659 – 1727) и принцеса Анна Франциска фон Турн и Таксис (1683 – 1763), II. на 21 април 1761 г. за Мария Аделхайд (Фердинанда) имперска наследствена трушсеса фрайин фон Валдбург, графиня на Траухбург (* 28 декември 1728; † 25 февруари 1787), дъщеря на граф Фридрих Антон Марквард Евзебиус фон Валдбург-Траухбург (1700 – 1744) и фрайин Мария Каролина Зигисмунда фон Кюенбург (1705 – 1782)
- Йохан Фердинанд Кристоф фон Валдбург-Волфег (* 26 ноември 1705; † 12 февруари 1773), домхер в Кьолн (1717), в „колегиум Германикум ин Рома“ (1724 – 1727), домхер (1728), коадютор (1748), домпропст (1750), коадютор (1753), пропст на „Св. Стефан“ в Констанц (1755 – 1773)
- Максимилиан Хайнрих Йозеф Вилибалд Антон Евзебиус фон Валдбург-Волфег (* 22 юли 1710; † 29 юни 1758)
- Мария Валпургис Габриела Терезия Каролина Евсебия фон Валдбург-Волфег (* 13/14 февруари 1715; † 20/21 февруари 1716)
- Карл Еберхард Вунибалд Ксавер Еусебюс Дидакус фон Валдбург-Волфег (* 13 ноември 1717; † 5 март 1798, наследствен „трушсес“, граф на Валдбург-Волфег (1791 – 1798), генерал-лейтенант на Швебския окръг
- Фердинанд Мария Франц Лудвиг Винибалд Евзебиус фон Валдбург-Волфег
- Мария Бернх. Катарина Елеонора Йохана Евсебия фон Валдбург-Волфег